# Лурье, Борис (художник)
Борис Эльевич Лурье (18 июля 1924, Ленинград — 7 января 2008, Нью-Йорк) — американский художник, основатель движения NO!art.

## Биография
Родился в Ленинграде в обеспеченной семье, вырос в Риге. Его отец, Эля (Илья Давидович) Лурье (1891—1964), был предпринимателем и занимался торговлей с Советским Союзом. Семья жила на улице Стабу, № 21—17.
Во время немецкой оккупации Риги вся семья была интернирована в гетто, откуда мужчины (Борис с отцом) были переведены в трудовой концентрационный лагерь; мать — зубной врач Шейна (Софья) Боруховна Лурье (урождённая Хаскина, 1893, Чашники — 1941), сестра Жозефина (1920, Петроград — 1941), бабушка Юфидь Хаскина (1848—1941) и его возлюбленная Любовь Трескунова (1924—1941) были убиты в одной из акций уничтожения 26 тысяч евреев гетто в ноябре—декабре 1941 года. Другая сестра Ася (впоследствии княгиня Транфо, учредившая с мужем дерби «Memorial Asya e Carlo Tranfo»), училась в это время в Милане. Борис с отцом были освобождены американскими войсками после заключения в нескольких концлагерях (Штуттгоф, Магдебург) и в 1946 году прибыли в США, где его отец вторично женился, стал крупным девелопером и владельцем отеля Paris Hotel на West End авеню и 97-й улице в Нью-Йорке.
В 1959 году Борис Лурье начал многолетнее сотрудничество с Сэмом Гудманом (англ. Sam Goodman, 1919—1967) и Стэнли Фишером (англ. Stanley Fisher, 1926—1980), которые вскоре открыли галерею March Gallery на Нижнем Ист-Сайде Манхэттена. До 1964 года в этой галерее организовывались коллективные выставки нового движения NO!art. Большинство работ Лурье представляли собой коллажи, с противопоставлением табуированных изображений на темы сексуальности и насилия, религиозной и политической символики (Railroad Collage).
Умер 7 января 2008 года на Манхэттене от почечной недостаточности, вызванной осложнениями инсульта в возрасте 83 лет.
После смерти автора, в 2010 году, был опубликован эротический роман «Дом Аниты», который Борис Лурье писал на протяжении многих лет. Роман повествует о сексуальном концлагере в центре Нью-Йорка. Книга содержит многочисленные сцены сексуального насилия, а также аллюзии на пережитые автором события в концлагерях. Дом Аниты во многом схож с другими работами автора, доминантной темой является исследование садо-мазохических половых актов, интерес к которым у автора вызвали нарушения в сексуальном развитии из-за травмирующих сцен, увиденных в концлагерях во время полового формирования. Лурье демонстрирует, что после Холокоста ограничения сняты, поскольку нарушены все моральные нормы.